# Caritate Christi compulsi
Caritate Christi compulsi, em português, Movidos pela Caridade de Cristo, é a 22ª encíclica do Papa Pio XI, datada de 3 de maio de 1933. Nela, após examinar a crise econômica e social pela qual passa a humanidade naquele momento, e os erros morais que dela advêm, o papa pede orações ao Sagrado Coração de Jesus pela resolução dessas questões.

## Contexto da encíclica
A Grande Depressão que afetou a economia global após o colapso da Bolsa de Valores dos Estados Unidos em outubro de 1929 se estendeu por toda a década de 1930, trazendo consequências para a política da maioria dos países europeus. Essas circunstâncias, como aponta a encíclica, serviram como terreno fértil para a exacerbação dos conflitos sociais, para a propaganda comunista e para o surgimento dos totalitarismos nacionalistas.
Pio XI já havia mencionado essa crise econômica na encíclica Nova Impendet (2 de outubro de 1931) e, meses antes, recordara os ensinamentos da Rerum Novarum, de Leão XIII, onde foi indicado o caminho para a restauração da ordem social. Além disso, Pio XI ressaltou os perigos do fascismo italiano na encíclica Non Abbiamo Bisogno (29 de junho de 1931). Anos depois, ele condenaria a política antirreligiosa do nazismo (Mit Brennender Sorge, 14 de março de 1937) e do comunismo (Divini Redemptoris, 19 de março de 1937).
A encíclica Caritate Christi Compulsi identifica os erros morais que, segundo a perspectiva cristã, fundamentam essas teorias políticas.

## Conteúdo
O papa inicia a encíclica recordando o apelo que fizera alguns meses antes a todos os homens de boa vontade para enfrentar a crise econômica e humanitária:

"A caridade de Cristo Nos impeliu a convidar, com Nossa Encíclica Nova Impendet de 2 de outubro passado, todos os filhos da Igreja Católica e todos os homens de coração a unirem-se em um combate de amor e auxílio para amenizar as terríveis consequências da crise econômica que aflige a humanidade."— Inicio da encíclica
A resposta foi generosa, mas a gravidade da situação leva o Papa a reiterar esse pedido e a expor as causas e os verdadeiros remédios para essa situação. Ao observar o lamentável estado das coisas e a extensão do desemprego, que leva tantas famílias à miséria, o Papa declara que "a ambição é a raiz de todos os males", origem da desordem e do desequilíbrio injusto das riquezas, que ele já denunciara na Quadragesimo anno. A essa situação se une o egoísmo entre as nações, que perverte o patriotismo saudável em um nacionalismo exacerbado.

"Além disso — e este é o mal mais terrível de nossos tempos — os inimigos de toda ordem social, sejam comunistas ou qualquer outro nome, aproveitam-se dessa estreiteza econômica e dessa desordem moral, eliminando qualquer freio e negando todo vínculo de lei divina ou humana, para levantar uma luta feroz contra a religião e contra o próprio Deus."— Encíclica Caritate Christi compulsi: AAS  vol XXIV, p. 180.
Prosseguem assim com uma propaganda que visa arrancar de todos os corações qualquer sentimento religioso, pois sabem que, uma vez que Deus é removido do coração dos homens, poderão fazer o que quiserem. O Papa observa que, embora sempre tenham existido ateus, agora eles abundam e não se escondem, mas publicamente e de forma organizada tentam propagar seus erros, utilizando todos os meios possíveis, como a imprensa, o cinema e o rádio. Além disso, tentam acusar Deus e a religião como os causadores dos males que, na verdade, têm origem precisamente no esquecimento de Deus.
Diante dessa situação, a encíclica chama à esperança baseada na infinita bondade de Deus, que dará resposta à vida de tantos cristãos que se esforçam por viver fielmente sua fé. O Papa incentiva os leigos a participarem da Ação Católica e, por meio dela, a propagar os princípios cristãos e sua aplicação prática na vida pública. Ele destaca a necessidade de superar os interesses particulares e unir-se em defesa da fé. Nesse sentido, ele relembra sua encíclica Quadragesimo anno, onde, seguindo as linhas traçadas por Leão XIII na Rerum novarum, indicava a necessidade de meios para alcançar uma distribuição mais equitativa dos bens da Terra.
Mas não basta adotar esses meios; é necessário recorrer à oração, lembrando que o Senhor nos prometeu: "Em verdade, em verdade vos digo que tudo o que pedirdes ao Pai em meu nome, ele vos concederá". E o Papa acrescenta:

"E que motivo mais digno de nossa oração, e mais relacionado com a adorável pessoa dAquele que é o único 'mediador entre Deus e os homens, Jesus Cristo feito homem', do que implorar-lhe a preservação da fé no único Deus vivo e verdadeiro sobre a Terra? Tal súplica já contém em si uma parte de seu cumprimento: pois onde um homem reza, ele se une a Deus e, portanto, mantém, por assim dizer, sobre a Terra a ideia de Deus. O homem que reza, com sua própria atitude humilde, já professa diante do mundo sua fé no Criador e Senhor de todas as coisas; ao se unir aos demais em oração comum, ele reconhece que não só o indivíduo, mas também a sociedade humana, está sob a soberania absoluta de um Supremo Senhor."— Encíclica Caritate Christi compulsi: AAS vol. XXIV, p. 186.
Examinada a crise econômica e social que a humanidade atravessa, e as causas dessa situação, o Papa pede a todos os fiéis uma oração unânime para serem removidos os males morais que estão na origem dessa situação, associando essa oração à penitência, tal como o Senhor ensinou: "Jesus começou a pregar e a dizer: fazei penitência", conforme a história da Igreja também nos ensina.

"Assim nos ensina também toda a tradição cristã, toda a história da Igreja; nas grandes calamidades, nas grandes tribulações do Cristianismo, quando a necessidade da ajuda de Deus é mais urgente, os fiéis espontaneamente, ou, como era mais frequente, seguindo o exemplo e a exortação de seus sagrados pastores, recorreram às duas valiosas armas da vida espiritual: a oração e a penitência."— Encíclica Caritate Christi compulsi: AAS vol. XXIV, p. 188
Essa oração e penitência também trarão paz aos corações. O Papa pede que, aproveitando a próxima festa do Sagrado Coração de Jesus, os fiéis participem da Eucaristia, pedindo ao Coração Misericordioso de Jesus, pela intercessão de Maria Santíssima, todas as graças para si, para suas famílias, para a pátria e para a Igreja. Que rezem também pelo Papa e por todos os pastores.
O Papa conclui manifestando sua confiança de que o Coração de Jesus ouvirá essas súplicas e atenderá à sua Igreja; uma confiança confirmada pela Santa Cruz, cuja descoberta é celebrada no dia em que a encíclica foi datada.